# Hans Lauda
Hans Lauda, von 1916 bis 1919 Ritter von Lauda, (* 25. März 1896 in Wien; † 21. Jänner 1974 ebenda) war ein österreichischer Industrieller.

## Leben
Hans Lauda war ein Sohn des Wasserbautechnikers und k.k. Sektionschefs Ernst Lauda, der 1916 durch Kaiser Franz Joseph I. als „Ritter von“ geadelt wurde. Nach dem Ende der Monarchie in Österreich-Ungarn wurde vom Parlament von Deutschösterreich am 3. April 1919 die Aufhebung des Adels beschlossen. Infolge dieses Adelsaufhebungsgesetzes verloren auch Ernst Ritter von Lauda und seine Nachkommen das Recht zum Gebrauch ihrer Titel.
Nach dem Studium der Rechtswissenschaften und anschließender Promotion zum Dr. jur. begann Hans Lauda seine Tätigkeit 1923 bei den Veitscher Magnesitwerken. Im Jahr 1925 wurde er kommerzieller Direktor der späteren Österreichisch-Amerikanischen Magnesit AG. Nachdem er 1937 Generaldirektor der Veitscher Magnesitwerke geworden war, wurde er nach dem Anschluss Österreichs ein Jahr später seines Postens enthoben, nach dem Ende des Zweiten Weltkrieges jedoch sofort wieder eingesetzt.
Er war 1946 Mitbegründer der Vereinigung österreichischer Industrieller und bis 1960 deren erster Präsident. In der Zeit von 1956 bis 1974 war er auch Präsident des Österreichischen Roten Kreuzes. Anlässlich seines 65. Geburtstags wurde vom Roten Kreuz die Dr.-Hans-Lauda-Stiftung gegründet, die Auszeichnungen für besondere Leistungen innerhalb des Roten Kreuzes vergibt.
Hans Lauda war seit 2. April 1921 mit Emilia Magdalena Wisoko-Meytsky verheiratet. Er war ein Schwager des polnischen Generalmajors Eugen Tinz sowie des Sektionschefs und Generaldirektors des Kunsthistorischen Museums, Karl Wisoko-Meytsky. Sein Bruder war der Mediziner Ernst Lauda. Hans Lauda war der Großvater des Rennfahrers Niki Lauda. Als solcher wird er ohne genaue Namensnennung im Film Rush – Alles für den Sieg vom deutschen Schauspieler Hans-Eckart Eckhardt in einer Nebenrolle dargestellt.
Hans Lauda liegt auf dem Friedhof in Leithaprodersdorf begraben.

## Ehrungen und Auszeichnungen
- 1956: Ehrensenator der Technischen Hochschule Wien
- 1959: Großes Verdienstkreuz mit Stern des Verdienstordens der Bundesrepublik Deutschland
- Großes Goldenes Ehrenzeichen für Verdienste um die Republik Österreich[5]